# 徐子貞
徐子貞（1494年—？），字善正，大寧中衛軍籍浙江紹興府餘姚縣人，明朝政治人物。

## 生平
正德八年（1513年）癸酉科順天府鄉試第五十九名舉人。正德十六年（1521年）聯捷辛巳科會試第九十二名，登第三甲第二十五名進士。

## 家族
曾祖徐汝，曾任知縣；祖父徐寅；父徐□，母張氏。重庆下。